# Reppelmolen
De Reppelmolen (of Reppelermolen en ook: Cuppensmolen of Schaffensmolen) is een watermolen op de Abeek, gelegen aan de Monshofstraat 9 te Reppel.
De molen was oorspronkelijk een dubbelmolen die fungeerde als schorsmolen en oliemolen enerzijds, en korenmolen anderzijds. In de korenmolen werd voornamelijk boekweit en rogge gemalen. In 1926 werd de olie/schorsmolen afgebroken. Later is dendrochronologisch onderzoek naar de funderingspalen verricht, waaruit bleek dat ze uit begin 8e eeuw stamden, waarmee de vestigingsplaats van de molen één der oudste van België bleek te zijn.
De nog bestaande korenmolen is vrijwel geheel uit hout opgetrokken, met uitzondering van het dak en de waterradmuur. In 1938 werd de molen nog gewijzigd, waarbij onder meer het houten binnenwerk door een gietijzeren mechanisme werd vervangen. In 1940 werd het houten rad door een ijzeren exemplaar vervangen. 
Vanaf de jaren 50 van de 20e eeuw werd er een recreatief domein uitgebouwd met speeltuin, roeiboten, een restaurant en een forellenvijver. In 1995 kwam er ook een hotel, dat later nog werd uitgebreid. In de ontvangstruimte daarvan vindt men onder meer een, door de laatste molenaar vervaardigde, werkende maquette van de molen.
Vanaf het hotel zijn er wandelingen door het dal van de Abeek en de verdere omgeving van Reppel uitgezet. In de nabijheid van de molen ligt het natuurgebied Monshof.

- Inventaris van het Bouwkundig Erfgoed (Vlaanderen): 70770